# Linda Gray
Linda Gray (Santa Monica, 12 settembre 1940) è un'attrice ed ex modella statunitense.

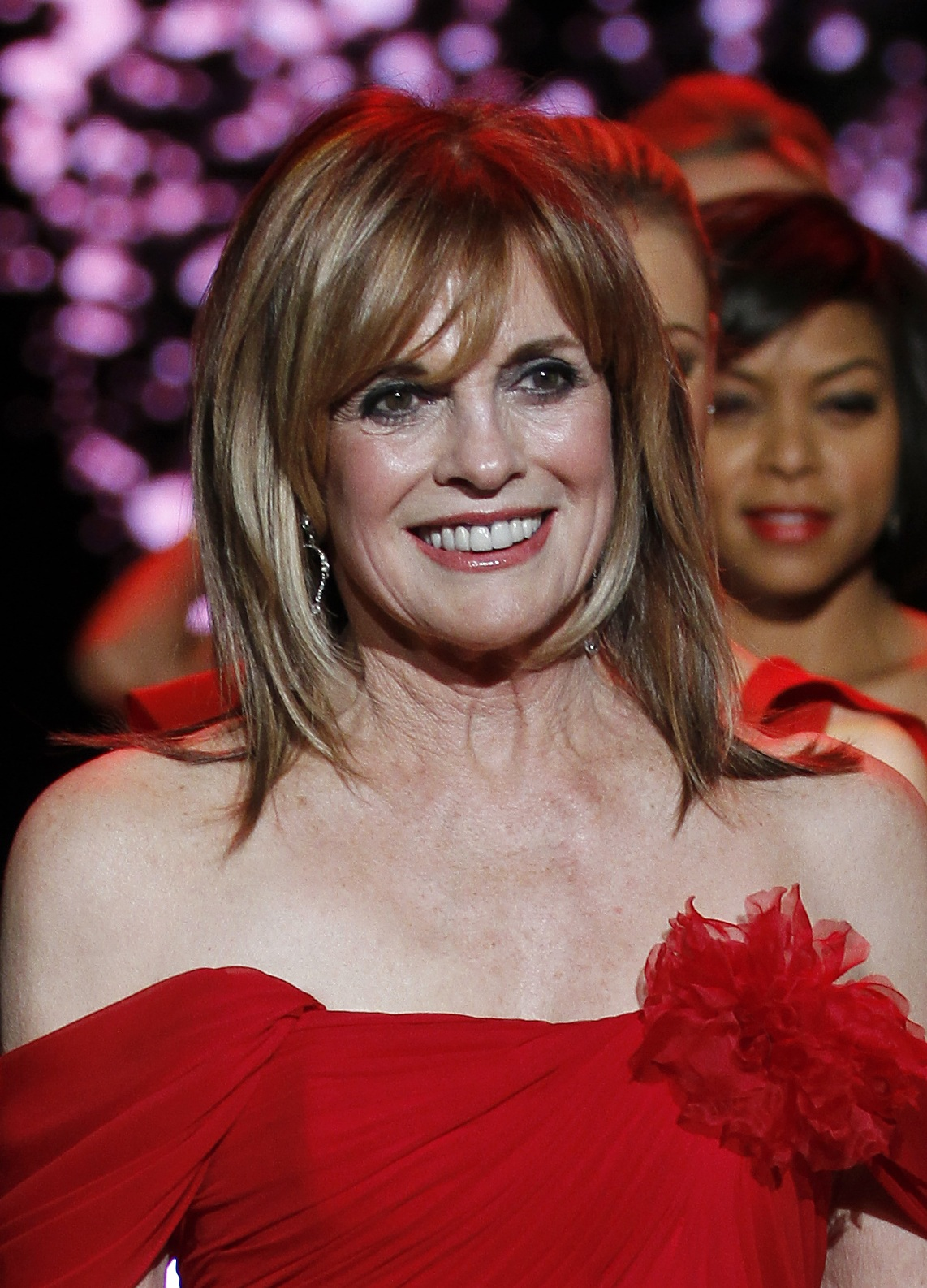
Linda Gray nel 2011

È famosa in tutto il mondo per aver interpretato dal 1978 al 1991 il ruolo di Sue Ellen Ewing in Dallas, ruolo che le valse candidature ai Golden Globe, agli Emmy Awards e un Telegatto. 
Tornata a interpretare il ruolo in due film TV, Dallas - Il ritorno di J.R. (1996) e Dallas - La guerra degli Ewing (1998), dal 2012 al 2014 è di nuovo protagonista della nuova serie trasmessa da TNT, che riporta il nome originale, Dallas.
Negli anni '90 si è fatta apprezzare in alcuni film come Oscar - Un fidanzato per due figlie (1991), con Sylvester Stallone, e in serie televisive come Melrose Place (1994) e nello spin-off Models, Inc. (1994-1995), in cui interpreta la madre di Heather Locklear (Amanda Woodward). Tra il 2004 e il 2005 interpreta un ruolo fisso nella soap opera Beautiful, dopodiché continua a lavorare in film, serie TV e anche in produzione teatrali. 

## Carriera
Linda Gray debutta come attrice nel film Giorni caldi a Palm Springs (1963), dove interpreta una piccola parte. Sue sono le gambe che appaiono nella locandina del film Il laureato (1967) con Dustin Hoffman. Il suo primo ruolo importante è nell'horror Dogs - Questo cane uccide (1976). Dopo aver interpretato ruoli minori in varie serie TV, nel 1978 viene scelta per interpretare Sue Ellen Shepard Ewing nella soap cult Dallas.
Inizialmente pensata come un personaggio secondario, Sue Ellen viene talmente apprezzata dal pubblico che dopo pochi episodi diventa tra i principali della serie, ed entra nel cast ufficiale presentato nella sigla iniziale. Ex Miss Texas, Sue Ellen è infatti la moglie (maltrattata e alcolizzata) del perfido petroliere J.R. (Larry Hagman). Il ruolo regala alla Gray la fama internazionale e molte soddisfazioni come attrice, fino al 1989, anno in cui decide di abbondare la serie per dedicarsi a nuove esperienze. Ritornerà solo nell'episodio finale trasmesso nel 1991. Nel 1996 riprende il ruolo nel primo film TV, Dallas - Il ritorno di J.R. (in Italia trasmesso col titolo Ritorno a Dallas) e nel successivo Dallas - La guerra degli Ewing (1998), insieme ai colleghi storici Larry Hagman e Patrick Duffy (Bobby). Inoltre la Gray, tra il 1986 e il 1989, dirige anche alcune puntate di Dallas.
Il suo primo ruolo dopo la decennale esperienza in Dallas è quello di Roxanne, ex fiamma di Sylvester Stallone, nel film di discreto successo Oscar - Un fidanzato per due figlie (1991). Tra gli altri film da lei successivamente interpretati sono da ricordare Delitto per delitto (1994), remake del capolavoro omonimo di Alfred Hitchcock, e Il coraggio di volare (1994), con Rick Schroder, la cui interpretazione le vale il consenso della critica. Nel 1995 produce e interpreta il film Se un giorno mio figlio non tornasse. Nel 2010 è protagonista del film Expecting Mary, al fianco dei Premi Oscar Elliott Gould e Cloris Leachman, per la cui akinterpretazione ottiene ottime recensioni.
Tra i suoi ruoli televisivi più significativi, da ricordare quello di Hilary Michaels, madre di Amanda Woodward (interpretata da Heather Locklear) in Melrose Place (1994), serie di grandissimo successo firmata da Aaron Spelling. Il suo personaggio compare solo in alcuni episodi, suscitando l'interesse del pubblico e così Spelling la vuole come protagonista dello spin-off Models, Inc. (1994-1995), serie che appunto narra le vicende di Hilary. Tra il 2004 e il 2005 è tra i protagonisti, in alcuni episodi, della soap opera Beautiful nel ruolo di Priscilla Kelly, madre di Samatha Kelly (Sydney Penny). Nel 2008 è guest star in una puntata del telefilm 90210.
Impegnata anche sulle scene teatrali, dal 2001 al 2003 veste i panni della signora Robinson nello spettacolo teatrale Il laureato, dove non ha mostrato problemi a girare alcune scene completamente nuda, nonostante i 60 anni. Nel 2005 la Gray viene inoltre citata in un episodio della celebre serie I Simpson. Dopo il successo ottenuto con il tour precedente, nel 2007 porta in scena Voglia di tenerezza, nella parte della protagonista Aurora, interpretata nel film originale da Shirley MacLaine.
Nel 2010, insieme ai colleghi storici Larry Hagman e Patrick Duffy, firma un contratto con la TNT per una nuova serie di Dallas. Le riprese iniziate nel 2011 continueranno per tutto l'anno e i primi 10 episodi ordinati verranno trasmessi nell'estate 2012. Dopo il successo ottenuto dalla prima stagione (seguita da 7 milioni di telespettatori, record per la TNT), vengono confermate altre 2 stagioni composte da 15 episodi. La seconda viene trasmessa nel 2013, mentre la terza e ultima stagione è stata girata e trasmessa nel 2014.
Subito dopo il sequel della serie, la Gray interpreta un film per Hallmark Channel, Due cuori e un matrimonio ed entra nel cast di due serie tv, la miniserie Winterthone e la sitcom della CW Significant Mother, entrambe nel 2015. In occasione dei suoi 75 anni, pubblica inoltre la sua autobiografia, The Road to Happiness, disponibile nei negozi dall'8 settembre. Nel 2018 pubblica la sua prima biografia La strada per la felicità ha sempre lavori in corso, in cui racconta per la prima volta esperienze dolorose personali vissute a cavallo degli anni gloriosi ad Hollywood.

## Riconoscimenti
Nella sua carriera d'attrice ha ricevuto due nomination ai Golden Globe (1981-1982) ed una agli Emmy Awards (1981). Nel 1982 ha vinto il premio Bambi come personaggio femminile dell'anno e nel 2006 ha ritirato il TV Land Awards alla carriera. In Italia è stata premiata con un Telegatto per Dallas (nel 1984).

## Il successo mondiale con Sue Ellen in Dallas
In Dallas la Gray interpretò il personaggio di Sue Ellen Shepard Ewing, una giovane e bellissima ragazza, eletta Miss Texas, che s'innamora del ricco petroliere J.R. Ewing (Larry Hagman). Dopo essersi sposati, iniziano a vivere al Southfork Ranch, e la donna diventa così ottima amica della Signora Ellie (Barbara Bel Geddes) (la suocera) e di suo marito Jock Ewing (Jim Davis). Tutto procede per il meglio, ma, quando il cognato Bobby (Patrick Duffy) torna da un viaggio sposato con Pamela (Victoria Principal), cominceranno a nascere i problemi tra le due donne (dovuti alla rivalità dei due mariti), che con il passare del tempo riusciranno a diventare buone amiche.
Sue Ellen scopre di aspettare un figlio ma non sa chi sia il padre, visto che in precedenza aveva avuto una breve relazione con il fratello di Pamela, Cliff Barnes (Ken Kercheval), nonché storico rivale di J.R. in affari. La gravidanza procede malissimo, la donna inizia a bere, J.R. continua a tradirla e maltrattarla e decide di ricoverarla in una clinica. Ubriaca scappa dalla clinica e si schianta con la macchina mettendo così a repentaglio la sua vita e quella del bambino.
I medici faranno nascere prematuramente il bambino, John Ross III (si scoprirà quindi che il padre è J.R.), e salveranno la madre.
Una volta tornata a Southfork Sue Ellen diventa buona amica di Pamela, ma i suoi problemi con l'alcool continuano.
Decide di chiedere il divorzio dal marito e di avere la custodia del figlio. J.R. naturalmente fermerà la donna accettando il divorzio ma riuscendo ad ottenere la custodia. Quando qualcuno tenta di uccidere J.R. sparandogli, lei è la prima sospettata. Si scoprirà poi che a sparare all'uomo fu sua sorella, Kristin.
Sue Ellen frequenta un altro uomo, Dusty Farlow, figlio del petroliere Clayton Farlow (Howard Keel, che poi diventerà uno dei protagonisti della serie). Questa relazione però non funziona e la donna decide di andare a vivere da sola con il figlio. J.R. ne approfitta e per riportare il figlio al ranch inizia a fare una corte spudorata alla donna che dopo un po' di tempo cede e, decide di risposarsi, tornando così a vivere a Southfork. Il matrimonio si rivela disastroso come il precedente, J.R. non è cambiato continua a tradirla e ingannarla con tutti i suoi trucchi e dopo vari tira e molla Sue Ellen inizia a frequentare un uomo, Nicholas. Quest'ultimo sembra essere davvero l'uomo giusto, ma durante una lite con J.R. precipita da un balcone e muore. Credendo che sia stato J.R. a causare l'incidente, Sue Ellen impugna una pistola e gli spara. L'uomo si salva e lei non finirà in carcere.
Stanca di tutto quello che J.R. le ha combinato nella sua vita, lei e il suo nuovo marito Don Lockwood girano un film-autobiografico su J.R. e tutte le sue malefatte e lo minacceranno di renderlo pubblico. Il film non verrà mai reso pubblico ma i due andranno via da Dallas.
La Gray in questa stagione (1989) uscirà dalla serie, per poi tornare brevemente in alcune puntate dell'ultima stagione nel 1991.
Nel 1996 e 1998 girerà i due film-TV conclusivi della soap.
Nei film scopriremo che Sue Ellen e Don hanno divorziato e lei diventerà insieme a Bobby la proprietaria della Ewing Oil. Non tornerà insieme a J.R. ma avrà comunque un buon rapporto d'amicizia.
Nel (2011) la Gray torna a interpretare con un ruolo fisso il ruolo di Sue Ellen nel sequel della serie televisiva storica, che riporterà il nome originale, Dallas. Oltre a lei anche il resto del cast storico e nuovi personaggi. Nella serie Sue Ellen è ormai una donna forte, indipendente, non più schiava dell'alcool ed è la favorita per la carica di governatore del Texas.

## Filmografia

### Cinema
- Sotto l'albero yum yum (Under the Yum Yum Tree), regia di David Swift (1963)
- Giorni caldi a Palm Springs (Palm Springs Weekend), regia di Norman Taurog (1963)
- Dogs - Questo cane uccide (Dogs), regia di Burt Brinckerhoff (1976)
- Oscar - Un fidanzato per due figlie (Oscar), regia di John Landis (1991)
- Una strana coppia da palcoscenico (The Entertainers), regia di Paul Schneider (1991)
- Star of Jaipur, regia di Chris McIntyre (1998)
- Reflections of a Life, regia di Kathi Carey (2006) - corto
- Expecting Mary, regia di Dan Gordon (2010)
- The Flight of the Swan, regia di Nikos Tzimas (2011)
- Luna nascosta (Hidden Moon), regia di José Pepe Bojórquez (2012)
- Wally's Will, regia di Matteo Mosterts (2016)

### Televisione
- Marcus Welby (Marcus Welby, M.D.) - serie TV, 1 episodio (1974)
- The Big Rip-Off, regia di Dean Hargrove - film TV (1975)
- Uno sceriffo a New York ( McCloud ) - serie TV, 2 episodi (1976)
- Squadra emergenza (Emergency!) - serie TV, 2 episodi (1976-1978)
- Switch - serie TV, 1 episodio (1977)
- L'evo di Eva (All the Glitters) - sitcom, 6 episodi (1977)
- Omicidio a Peyton Place (Murder in Peyton Place), regia di Bruce Kessler (1977)
- Big Hawaii - serie TV, 1 episodio (1977)
- The Grass Is Always Greener Over the Septic Tank, regia di Robert Day - film TV (1978)
- Dallas - serie TV, 308 episodi (1978-1991)
- I due mondi di Jennie (The Two Worlds of Jennie Logan), regia di Frank De Felitta - film TV (1979)
- La spiaggia dei giorni felici (Haywire), regia di Michael Tuchner - miniserie TV (1980)
- Meglio liberi o selvaggi? (The Wild and the Free), regia di James Hill - film TV (1980)
- Not in Front of the Children, regia di Joseph Hardy - film TV (1982)
- Kenny Rogers as The Gambler, Part III: The Legend Continues, regia di Dick Lowry - miniserie TV (1987)
- Lovejoy - serie TV, 2 episodi (1991)
- Highway Heartbreaker, regia di Paul Schneider - film TV (1992)
- Perché mia figlia? (Moment of Truth: Why My Daughter?), regia di Chuck Bowman - film TV (1993)
- Bonanza: The Return, regia di Jerry Jameson - film TV (1993)
- Il coraggio di volare (To My Daughter with Love), regia di Kevin Hooks - film TV (1994)
- Delitto per delitto (Accidental Meeting), regia di Michael Zinberg - film TV (1994)
- Se un giorno mio figlio non tornasse (Moment of Truth: Broken Pledges), regia di Jorge Montesi - film TV (1994)
- Melrose Place - serie TV, 4 episodi (1994)
- Models, Inc. - serie TV, 29 episodi (1994-1995)
- Il tocco di un angelo (Touched by an Angel) - serie TV, 1 episodio (1996)
- Dallas - Il ritorno di J.R. (Dallas: J.R Returns), regia di Leonard Katzman - film TV (1996)
- La culla vuota (When the Cradle Falls), regia di Paul Schneider - film TV (1997)
- Dallas - La guerra degli Ewing (Dallas: War of the Ewings), regia di Leonard Katzman - film TV (1998)
- Beautiful (The Bold and the Beautiful) - soap opera, 6 episodi (2004-2005)
- McBride - Omicidio di classe (McBride: It's Murder Madam), regia di Kevin Connor - film TV (2005)
- Pepper Dennis - serie TV, 1 episodio (2006)
- 90210 - serie TV, 1 episodio (2008)
- Dallas - serie TV, 40 episodi (2012-2014)
- Due cuori e un matrimonio (Perfect Match), regia di Ron Oliver - film TV (2015)
- Winterthone, regia di Sonia Blangiardo - miniserie TV, 1 episodio (2015)
- Significant Mother - serie TV, 1 episodio (2015)
- Hollyoaks - serie TV, 4 episodi (2016-2017)
- Hand of God - serie TV, 3 episodi (2017)

### Doppiaggio
- Mighty Max - serie TV, 1 episodio (1994)

### Regista
- Dallas - serie TV, 5 episodi (1986-1989)

### Produttrice
- Se un giorno mio figlio non tornasse (Moment of Truth: Broken Pledges), regia di Jorge Montesi - film TV (1994)

### Programmi televisivi
- Telegatti (1984)
- Raffaella Carrà Show (1988)
- Meteore (1999)
- Tutti pazzi per la tele (2008)

## Teatro
- Lettere d'amore, (1990)
- Agnese di Dio, (1995)
- Il laureato, (2001-2004)
- Voglia di tenerezza, (2007)
- Bette Davis Speaks, (2011)
- Cenerentola, (2014-2015)

## Premi e riconoscimenti

### Golden Globe
Nomination:
- Miglior attrice in una serie drammatica, per Dallas (1981)
- Miglior attrice in una serie drammatica, per Dallas (1982)

### Emmy Awards
Nomination:
- Miglior attrice protagonista in una serie drammatica, per Dallas (1981)

### Telegatto
Vinti:
- Miglior attrice, per Dallas (1984)

### Soap Opera Digest
Nomination:
- Miglior attrice protagonista in una soap opera, per Dallas (1986)
- Miglior coppia (con Larry Hagman) in una soap opera, per Dallas (1986)
- Miglior attrice protagonista in una soap opera, per Dallas (1988)
- Miglior coppia (con Larry Hagman) in una soap opera, per Dallas (1988)

### TV Land Award
Vinti:
- Premio alla carriera, (2006)

### Bambi
Vinti:
- Personaggio femminile dell'anno (1982)

## Doppiatrici italiane
Nelle versioni in italiano delle opere in cui ha recitato, Linda Gray è stata doppiata da:
- Serena Spaziani in Melrose Place, Models, Inc., Dallas - Il ritorno di J.R., Dallas - La guerra degli Ewing, Beautiful
- Isabella Pasanisi in Oscar - Un fidanzato per due figlie, 90210
- Lorenza Biella in La culla vuota, McBride - Omicidio di classe
- Laura Gianoli in Dallas (1978)
- Vittoria Febbi in Se un giorno mio figlio non tornasse
- Ada Maria Serra Zanetti in Dallas (2012)